# 刺客信条：叛变
《刺客信条：叛變》是一款由育碧索菲亞開發、育碧軟件發行的虛構歷史動作冒險遊戲。本作是刺客教條系列的第七部作品，亦是2013年《刺客教條IV：黑旗》的續作，內容將與《刺客教條III》和《刺客教條：大革命》有所關聯，並首次以聖殿騎士的角度描繪《刺客教條》的世界觀。遊戲於2014年11月11日在PlayStation 3和Xbox 360上發行，2015年3月10日发行Windows版。2018年3月20日在PlayStation 4和Xbox ONE上发行重制版。2019年12月6日在任天堂Switch上与《刺客信条IV：黑旗》以捆绑的形式《刺客信条：逆命合集》（Assassin's Creed: Rebel Collection）发售。

## 系統
介面和任務種類大致承襲前作《刺客教條IV：黑旗》，保留海戰和海上狩獵元素，除增加北冰洋海上環境和船艦武裝，敵船員也能在船對船接近戰中強行登上主角之旗艦「莫琳根」（Morrígan）。主角也有新武器，當中包括氣動槍以便更易獵殺刺客。本作是自《刺客教條：兄弟會》起首次把線上多人競爭與合作模式完全刪去的作品，並將部分元素融進遊戲內：本作的敵人為刺客，因此主角須面對刺客的追殺，以介面提示和獨特感官「鷹眼視界」（Eagle Vision）找出刺客殺手以免被殺。

## 背景設定
《刺客信條：叛變》的遊戲背景設定在1752年到1761年的英法七年戰爭期間，《刺客教條IV：黑旗》的續作，這段時間也就是康納剛剛長大的時代，更確切的說是與三代早期平行時間段的一個故事，將會以一位名叫“謝伊”（Shay）的聖殿騎士作為遊戲主角。 《刺客教條3》中的海爾森·肯威和《刺客教條IV：黑旗》中的阿特瓦利也會在本作中登場。

### 登場人物
主條目：刺客教條系列角色列表

## 劇情
承接前作《刺客教條IV：黑旗》，玩家是跨國製藥公司Abstergo（現代聖殿騎士團）旗下部門Abstergo Entertainment 之員工，被要求進入活躍於1752年七年戰爭時期之叛變刺客謝伊·派崔克·寇馬可（Shay Patrick Cormac）之記憶。
21歲的謝伊在兒時好友里安·奧布萊恩（Liam O'Brien）介紹下加入北美刺客兄弟會，在里安、女刺客霍普·詹森、原住民刺客肯瑟苟沃斯的指導下進行訓練，並於一次兼具訓練性質的任務中奪得小型風帆戰船「摩莉甘」（Morrigan），但其不服從的性格使他與各人相處並不十分融洽。刺客阿德瓦萊（Adéwalé）與阿基里斯會面，帶來消息：太子港在搜尋人類以前「第一文明」（First Civilization）密室之行動中因引起地震而被摧毀，謝伊其後被派遣前往調查與該密室相關之一件第一文明遺物和一部手卷。
發明家本傑明·富蘭克林（Benjamin Franklin）以電力啟動遺物並發現遺物顯出全世界各地其他密室之位置，謝伊報告後奉命前往位於葡萄牙里斯本之密室取得室內之第一文明遺物「伊甸碎片」（Piece of Eden），但此時謝伊已因刺客組織拒絕與宿敵聖殿騎士團展開對話，以及命他不久前刺殺一名病危垂死之聖殿騎士而對組織理念產生了疑問。里斯本密室碎片被謝伊接觸後粉碎並引發地震，導致城市被毀和大量平民喪生。深感憤怒之謝伊與阿基里斯對質並推斷太子港也因相同原因被毀，有感自己所言不獲相信和刺客組織為求得伊甸碎片不惜犧牲無辜者，謝伊決定偷取手卷叛離組織但在刺客圍捕下中槍受傷墜海。
謝伊被紐約一對平民夫婦救下並獲贈一套聖殿騎士袍子，因決心報答該夫婦恩惠而參與打擊市內犯罪勢力，其行動吸引了一名聖殿騎士上校的注意，表示謝伊能改善眾人的生活。在救下另一名聖殿騎士後，謝伊獲協助從刺客手上奪回摩莉甘，繼以決定為新盟友提供協助。謝伊其後驚悉阿基里斯仍不放棄尋找密室而認為刺客組織對世界構成威脅，遂決定投誠聖殿騎士團成為刺客獵人（Assassin Hunter）對刺客同伴展開復仇，殺害了包括阿德瓦萊在內的一眾昔日刺客夥伴，女刺客霍普·詹森、原住民刺客肯瑟苟沃斯；謝伊最終接受美洲聖殿騎士團大團長海爾森·肯威（Haytham Kenway）之邀請正式成為聖殿騎士。
在美洲刺客勢力只餘下阿基里斯和里安兩人後，謝伊與海爾森追殺二人至北極圈：另一第一文明密室之所在地。阿基里斯於密室中終明瞭它們的作用與謝伊所言相同，用以穩定世界而非作為控制世界之武器，但在阻止里安攻擊謝伊時導致室內伊甸碎片被毀而引發地震。四人逃走時里安與謝伊進行決鬥但傷重戰死；阿基里斯被海爾森擊敗但在即將被殺時因謝伊加以阻止並認為聖殿騎士團應有憐憫之心以免於一死，但海爾森向阿基里斯右腿開槍，要求他永遠記得這件事以及不能重建刺客組織。
1776年12月，謝伊前往法國凡爾賽宮刺殺了查爾斯·多里安。記憶錄取完畢後，玩家一眾上司明確表示他們乃聖殿騎士並要玩家作出選擇：加入他們或被槍決。

### 追加下载内容
《围攻紫狐堡》


## 開發
2014年3月，在《刺客信条：大革命》消息洩露的同時，育碧旗下一款開發代號為“Comet”的遊戲也被揭露正在開發當中，預定在PlayStation 3和Xbox 360上發行。4月底，根據新洩露的報道顯示，“Comet”故事背景將會設定在1758年的紐約，其中會包含大西洋航海元素。該作將是《刺客信条IV：黑旗》的續作，並且將會以一位名叫“謝伊”（Shay）的聖殿騎士作為遊戲主角。《刺客信条III》中的海爾森·肯威和《黑旗》中的阿德瓦勒也會在本作中登場。
遊戲最終在2014年8月5日正式公佈。遊戲總監馬丁·卡佩爾（Martin Capel）稱：“《刺客信条：叛變》補全了《刺客信条III》和《刺客信条IV：黑旗》在北美展開的故事，同時本作將會給上一代遊戲主機玩家一個獨一無二機會，體驗系列粉絲期待已久的遊戲特色，例如扮演聖殿騎士。”（"Assassin's Creed Rogue completes the North American saga started with Assassin's Creed III and Assassin's Creed IV: Black Flag and gives previous-generation console owners an exclusive opportunity to experience fan-requested features, such as playing as a Templar."）這一作是為了“填補《刺客信条III》和《黑旗》兩作中的空白”，同時與肯威的故事有重要的聯繫。除了育碧索菲亞開發本作外，其他育碧工作室包括新加坡、蒙特利爾、魁北克、成都、米蘭和羅馬尼亞都有參加開發。

## 复刻
2018年1月11日，Ubisoft公佈將於PS4和Xbox One平台上，發售本作的高清复刻版，並支援PS4 Pro和Xbox One X和60帧运行，將於2018年3月20日上市。

## 評價
遊戲獲得中至正面評價。GameRankings與Metacritic為遊戲的PlayStation 3版本分別給予74.06分和72分，Xbox 360版本則分別給予73.13分和72分。
Electronic Gaming Monthly成員雷·卡西盧（Ray Carsillo）為遊戲給予8.5/10分，讚揚主要角色有趣、劇情引人入勝、引進了新武器和需要玩家避免被刺殺的任務設計、以及戰鬥機制作出了改善，但批評劇情節奏不當、程式錯誤經常出現、缺乏重玩價值和欠缺多人模式，總結遊戲為比預期更好玩的體驗，剛好足以在系列內佔一席位，補完了《刺客教條III》和《刺客教條IV：黑旗》之間的空隙和提供了關鍵性的故事詳情，能作為刺客教條系列中18世紀北美殖民時期的完美句號。
Game Informer成員馬特·米勒（Matt Miller）給予遊戲8.25/10分，讚揚遊戲儘管與前作非常相近，其活動種類、環境和任務種類繁多以及遊玩方式引進了新元素，但批評近身戰鬥過於重複而且欠缺多人模式，形容遊戲廣闊且有大量可供探索之處，雖然缺乏新意但為忠實玩家提供了大量的遊玩方式。
GameTrailers成員丹尼爾·布力維夫（Daniel Bloodworth）給予遊戲7.2/10分，讚揚部分刺客教條系列舊角回歸、景色與環境優美以及攔截任務有趣，但批評主角容易預測和沈悶、早期任務設計差劣、頭目戰令人失望以及有不少程式錯誤，形容遊戲在多方面感覺上是上一年度《黑旗》的延伸，甚至選單也相同，但因玩家扮演前刺客追殺昔日戰友而有所分別。
IGN成員丹尼爾·古魯柏（Daniel Krupa）給予遊戲6.8/10分，讚揚劇情有趣、主角與別不同和景色富有氣氛，但批評遊戲缺乏聖殿騎士技能、主角與其他角色的交流乏味、支線任務缺乏創意、世界空洞、戰鬥和傳送系統令人沮喪且沒有改善、以及沒有鼓勵玩家探索世界。
GameSpot成員馬克·華爾頓（Mark Walton）給予遊戲6/10分，批評劇情容易預測、主角令人生厭、任務缺乏趣味以及核心內容不足，形容遊戲感覺上像美化了的《黑旗》追加下載內容，完全沒有推動刺客教條系列前進。
Joystiq成員薩夫·德馬托斯（Xav de Matos）給予遊戲6/10分，批評遊戲沒有加入任何新意，基本上複製了《黑旗》的設定和系統，如果玩家能接受倒模的正價新作就很可能會喜歡這遊戲提供的一切。

## 外部連結
- 官方网站